# Urban Hymns
 Urban Hymns  — третій студійний альбом британського гурту The Verve, випущений восени 1997 року у Великій Британії. 

## Треклист
1. "Bitter Sweet Symphony" (Джаггер/Річардс, Ешкрофт) – 5:58
2. "Sonnet" – 4:21
3. "The Rolling People" (The Verve) – 7:01
4. "The Drugs Don't Work" – 5:05
5. "Catching the Butterfly" (The Verve) – 6:26
6. "Neon Wilderness" (Нік МакКейб, The Verve) – 2:37
7. "Space and Time" – 5:36
8. "Weeping Willow" – 4:49
9. "Lucky Man" – 4:53
10. "One Day" – 5:03
11. "This Time" – 3:50
12. "Velvet Morning" – 4:57
13. "Come On" (The Verve) – 15:15

## Над альбомом працювали

### The Verve
- Річард Ешкрофт – вокал, гітара
- Нік МакКейб – лід-гітара
- Саймон Джонс – бас-гітара
- Пітер Селсбері – барабани
- Саймон Тонг – гітара, клавішні

### За участі
- Youth – producer
- Chris Potter – producer, engineer, mixing, recording
- The Verve – producer
- Liam Gallagher - backing vocals (on "Come On")
- Mel Wesson – programming
- Paul Anthony Taylor – programming
- Will Malone – conductor, string, arrangements
- Gareth Ashton – assistant engineer
- Lorraine Francis – assistant engineer
- Jan Kybert – assistant engineer
- Brian Cannon – director, design, sleeve art
- Martin Catherall – design assistant
- Matthew Sankey – design assistant
- Michael Spencer Jones – photography
- John Horsley – photography
- Chris Floyd – photography

## Продажі
| Країна          | Позиція у чартах | Сертифікація  |
| --------------- | ---------------- | ------------- |
| Велика Британія | 1                | 8× Платиновий |
| США             | 23               | Платиновий    |
| Франція         | 1                | Платиновий    |
| Канада          | 1                | 2× Платиновий |
| Австралія       | 9                | 3× Платиновий |
| Нідерланди      | 1                | Платиновий    |
| Швейцарія       | 1                | Платиновий    |
| Нова Зеландія   | 1                | 5× Платиновий |